# Opération Oiseaux
L’Opération « Oiseaux » désigne l'opération conjointe de services israéliens du Shin Bet et du Mossad, qui avait pour but de récupérer les enregistrements vocaux des dirigeants arabes lors du sommet de la Ligue arabe de 1965 à Casablanca au Maroc. L’enregistrement a été fourni, par les services marocains aux Israéliens.

## Contexte
Le 13 septembre 1965 se tient le sommet secret de la Ligue arabe à Casablanca, au Maroc. Il s'agit de la troisième réunion « au sommet » du Conseil des chefs des États membres de la Ligue arabe. Les dirigeants arabes, excepté la Tunisie de Habib Bourguiba, sont venus avec leurs chefs des renseignements et des armées, pour discuter des modalités d'un conflit armé (ou non) avec Israël. Les commandants militaires parlent donc ouvertement de leurs capacités militaires, ainsi que d'autres sujets.

## Déroulement
D'après certaines sources israéliennes, Hassan II autorise une équipe commune des renseignements intérieurs et extérieurs israéliens, le Shin Bet et le Mossad, connue sous le nom des « Oiseaux », à occuper un étage entier du luxueux hôtel de Casablanca où se déroule la conférence arabe. D'autres sources affirment que le général Oufkir, collaborateur du Mossad, aurait été à l'initiative de la démarche.
Meir Amit, chef du Mossad à l’époque, décrit l’opération comme « l’une des gloires suprêmes du renseignement israélien » dans un mémo adressé à Levi Eshkol, alors Premier ministre.

Néanmoins, l'historien Yigal Bin Nun affirme que : 
« Dans un article publié dernièrement par Yediot Aharonot, le Général Shlomo Gazit, ancien directeur du département de la recherche des services de renseignement de l’armée israélienne, révéla qu’en septembre 1965, Meir Amit, chef du Mossad à l’époque, a réussi à recevoir les enregistrements des discours des chefs d’Etats arabes, réunis au Maroc à la Conférence de Casablanca (septembre 1965) [...] Ces enregistrements déchiffrés et traduits par son département révélaient l’enthousiasme des pays arabes à combattre leur voisin israélien. En Israël, ces enregistrements furent perçus comme une réussite exceptionnelle révélant l’état d’esprit belligérant de l’ennemi, qui obligeait le pays à se préparer à une guerre. Parallèlement, les renseignements israéliens savaient pertinemment que les armées arabes n’étaient pas encore équipées pour remporter une victoire. Dans cet article, le nom de Hassan II n’a pas été prononcé. Ce n’est que quand il fut repris par la presse internationale que le nom de l’ancien roi du Maroc fut ajouté, comme si Hassan II avait lui-même remis les enregistrements aux Israéliens, ce qui n’a pas été dit par Gazit. »
Encore aujourd'hui, de nombreuses polémiques, alimentent ce sujet sur la participation marocaine à l'opération « Oiseaux ».

## Conséquences
Ces enregistrements ont montré que d’une part, que les États arabes se dirigent vers un conflit avec Israël. D’autre part, qu’il n’y a pas d’unité arabe au sujet d’un front uni contre Israël.
Grâce aux enregistrements, Israël savait que les pays arabes étaient peu préparés à la guerre:
« Nous avons conclu que le Corps des blindés égyptiens était dans un état pitoyable et qu’il n’était pas prêt au combat. »

Ces informations ont permis à Israël d’attaquer en premier le 5 juin 1967. Durant cette guerre, appelée la Guerre des Six jours, Israël bat les armées de l'Égypte, de Syrie, de Jordanie et d’Irak tuant entre 21 500 soldats, et en blessant plus de 45 000 d'entre-eux.
Les conséquences géopolitiques sont majeures avec l’occupation par Israël du Sinaï, du plateau du Golan, de la Cisjordanie, de la Bande de Gaza et de Jérusalem-Est. Cette défaite est celle aussi du panarabisme, du mouvement nassériste et plus largement du mouvement séculier dans les pays arabes, en faveur de mouvements religieux. Elle ouvre la voie à la fin du leadership de Nasser dans le monde arabe et au sein de la Ligue Arabe. Ce faisant, cela ouvre ainsi la voix aux positions plus « modérées » quant au règlement du conflit israélo-palestinien.